# Charles Lynch (pianist)
Charles Edgeworth Cagney Lynch, född 22 oktober 1906 i Parkgariff i County Cork på Irland i Storbritannien, död 15 september 1984, var en irländsk pianist som var den förste att spela många kompositioner av framstående 1900-talskompositörer.

## Bakgrund och barndom
Charles Lynchs far var överste i brittiska armén och hans mor kom från en välkänd handelsfamilj i Cork, Suttons. När han var liten flyttade familjen till Greenock i västra Skottland. Där gjorde han sitt första framträdande för publik som pianist vid nio års ålder. När han var 15 år gammal fick han ett stipendium till Royal Academy of Music, London. Han studerade för York Bowen och senare Egon Petri.

## Karriär
Charles Lynch hade en framgångsrik karriär i England på 1920- och 30-talen. Han var pacifist och återvände till Irland när andra världskriget bröt ut. Han fortsatte spela för publik nästan ända till sin död vid 77 års ålder. Däremot har han inte lämnat många inspelningar till eftervärlden.

## Inspelningar
- Moeran: Sonata for violin and piano in E minor (med Geraldine O'Grady, violin), EMI Classics 5851542
- Bax: Sonata for violin and piano no. 3 (med May Harrison, violin), Symposium 1075
- Fleischmann: Sreath do Phiano [Suite for Piano], New Irish Recording Company NIR001, 1971